# Rivière du Rempart (ort)
Rivière du Rempart är en ort i Mauritius.   Den ligger i distriktet Rivière du Rempart, i den nordvästra delen av landet, 20 km öster om huvudstaden Port Louis. Rivière du Rempart ligger 53 meter över havet och antalet invånare är 11 675. Den ligger på ön Mauritius.
Terrängen runt Rivière du Rempart är platt åt nordost, men åt sydväst är den kuperad. Havet är nära Rivière du Rempart åt nordost.  Närmaste större samhälle är Triolet, 15,5 km väster om Rivière du Rempart. I omgivningarna runt Rivière du Rempart växer i huvudsak städsegrön lövskog.